# شان توب
شان توب (به انگلیسی: Shaun Toub) یک هنرپیشه ایرانی-آمریکایی سینما و تلویزیون است. از جمله آثار وی می‌توان به مرد آهنی، مرد آهنی ۳، آخرین بادافزار و اشباح جنگ اشاره کرد.

## زندگی‌نامه
وی در تهران زاده شد و در سن دو سالگی همراه پدر و مادرش به منچستر انگلستان رفت و پس از اتمام تحصیلات مادرش در رشتهٔ پودیاتری به ایران بازگشت و تا سن ۱۳ سالگی در ایران ماند. سپس به سوئیس رفت و نهایتاً در سنین جوانی به منظور گذراندن آخرین سال تحصیلی دبیرستان به نشوا، نیوهمپشایر در ایالات متحده آمریکا رفت. شان دانش‌آموخته دانشگاه کالیفرنیای جنوبی است و از یهودیان ایرانی است و در زمینهٔ خدمات اجتماعی و خیریه فعالیت‌هایی دارد. او هم‌اکنون به همراه همسرش در لس آنجلس زندگی می‌کند.

## آثار

### سینما
| سال انتشار | نام فیلم               | نقش              |
| ---------- | ---------------------- | ---------------- |
| ۱۹۸۸       | خارج از زمان           |                  |
| ۱۹۸۹       | تعطیلات تاریک          | نگهبان زندان     |
| ۱۹۹۱       | قبل از طوفان           |                  |
| ۱۹۹۳       | زبر و زرنگ‌ها! قسمت دوم | نگهبان خواب      |
| ۱۹۹۵       | مرکز OP                | ستوان آرکوف      |
| ۱۹۹۵       | پسران بد               | منشی فروشگاه     |
| ۱۹۹۶       | پیکان‌های شکسته         | مکس              |
| ۱۹۹۶       | تصمیم اداری            | تروریست          |
| ۱۹۹۶       | ناگهان                 | آقای طبیب‌سیدان   |
| ۱۹۹۷       | راه بهشت               | السید نصیر       |
| ۱۹۹۷       | کوسه‌های فولادی         | کاپیتان رضا لشگر |
| ۱۹۹۷       | بیرون از دریا          |                  |
| ۱۹۹۹       | استیگماتا              | دکتر             |
| ۱۹۹۹       | رویای تیم              | شاهزاده علی صالح |
| ۲۰۰۲       | مریم                   | داریوش آرمین     |
| ۲۰۰۲       | زنده از بغداد          | سعدون الجنابی    |
| ۲۰۰۳       | زیر زمینی              | مرد تیره‌پوست     |
| ۲۰۰۴       | سرزمین فراوانی         | حسن              |
| ۲۰۰۴       | تصادف                  | فرهاد            |
| ۲۰۰۶       | مسیر ۱۱ سپتامبر        | احمد سالم        |
| ۲۰۰۶       | داستان تولد            | جواکیم           |
| ۲۰۰۷       | بادبادک‌باز             | رحیم خان         |
| ۲۰۰۷       | جنگ چارلی ویلسون       | حسن              |
| ۲۰۰۸       | مرد آهنی               | هو یینسن         |
| ۲۰۱۰       | آخرین باد افزار        | عمو آیرو         |
| ۲۰۱۱       | صحنه‌سازی               | راث              |
| ۲۰۱۳       | بابا                   | ایوان شیپم       |
| ۲۰۱۳       | مرد آهنی ۳             | هو یینسن         |
| ۲۰۱۴       | استرچ                  | نسیم             |
| ۲۰۱۴       | وحدت                   | راوی             |
| ۲۰۱۵       | پاپا: همینگوی در کوبا  | ایوان شیپم       |
| ۲۰۱۶       | سگ‌های جنگی             | مارلبرو          |
| ۲۰۲۰       | اشباح جنگ              | هلویگ            |

### تلویزیون
- تهران (۲۰۲۰)
- رسوایی (۲۰۱۷)
- میهن (فصل ۶) (۲۰۱۷)
- گریم (۲۰۱۶)
- میهن (فصل ۳) (۲۰۱۳)
- کسل (۲۰۱۱)
- چاک (۲۰۰۹)
- یگان (۲۰۰۹)
- ان‌سی‌آی‌اس (۲۰۰۸)
- لاست (۲۰۰۷)
- سوپرانوز (۲۰۰۱)
- دنیای مالکوم (۲۰۰۱)
- افسون‌شده (۲۰۰۰)
- نسخه اولیه (۱۹۹۸)
- ساینفلد (۱۹۹۷)
- بخش فوریت‌های پزشکی (۱۹۹۷)
- متأهل… بچه‌دار و یابو (۱۹۹۴)
- جسور و زیبا (۱۹۹۴)
- ستوان کلمبو (۱۹۹۰)